# World Scientific
World Scientific Publishing és un editorial acadèmica de llibres i revistes científiques, tècniques i mèdiques amb seu a Singapur. L'empresa va ser fundada el 1981. Publica anualment aproximadament 600 llibres així com 135 revistes en diversos camps. El 1995, World Scientific va cofundar juntament amb l'Imperial College London, l'Imperial College Press basada a Londres.
La seu central de l'empresa és troba a Singapur. El President i editor-en-cap és Phua Kok Khoo, mentre que el director gestor és Doreen Liu, cofundadors originals de l'empresa el 1981.
El 1995 l'empresa va cofundar Imperial College Press (ICP), editorial especialitzada en enginyeria, medicina i tecnologies de la informació. El 2006, World Scientific va assumir-ne la propietat exclusiva, sota una llicència concedida per la universitat. Finalment l'agost de 2016, ICP era plenament incorporada a World Scientific sota la nova marca, World Scientific Europe.